# Fülöp Ferenc (labdarúgó)
Fülöp Ferenc (Kiskunhalas, 1955. február 22. –) magyar labdarúgó, csatár, klubigazgató, játékosügynök. Fia Fülöp Márton (1983–2015) válogatott labdarúgó kapus.

## Pályafutása

### Klubcsapatban
1977 és 1986 között az MTK-VM csatára volt. 1986-ban a belga Olympic Charleroi játékosa lett, ahol 3 idény át szerepelt.

### A válogatottban
Tagja volt az 1978-as argentínai világbajnokságon szereplő csapatnak, de a válogatottban sohasem mutatkozott be.

### Sportvezetőként
1993-ban tért haza. 1993 és 1995 között a magyar labdarúgó-válogatott technikai vezetője volt. Ezt követően 2005 novemberéig az MTK klubigazgatója és társtulajdonosa is volt egyben. 2006 márciusától a Stars & Friends játékosügynökség társtulajdonosa Vörösbaranyi Józseffel.

## Sikerei, díjai
- Magyar bajnokság
  - 3.: 1977–78